# 18 Comidas – 18 Mahlzeiten
18 Comidas – 18 Mahlzeiten mit dem Originaltitel 18 comidas ist ein als Drama / Komödie deklarierter Film des galicischen Regisseurs Jorge Coira aus dem Jahr 2010. Rund um die drei Mahlzeiten Frühstück, Mittag- und Abendessen werden je nach Zählweise sechs bis zwölf Erzählstränge unter der Beteiligung von 18 Hauptpersonen an verschiedenen Schauplätzen in der galicischen Stadt Santiago de Compostela geschildert. Diese laufen zu Beginn des Filmes parallel, werden episodisch erzählt und werden im Laufe des Filmes teils zusammengeführt. Die bekanntesten Schauspieler der Besetzung sind u. a. Luis Tosar (Zelle 211 – Der Knastaufstand), Fede Pérez (Das Meer in mir), Juan Carlos Vellido (Pirates of the Caribbean – Fremde Gezeiten), Cristina Brondo (Alice im Wunderland) und Xosé Manuel Olveira (Das Meer in mir, Zelle 211 – Der Knastaufstand, La lengua de las mariposas). Der Film lief in Deutschland am 6. Dezember 2012 in den Kinos an.

## Handlung
Der Film ist in die drei Teile desayuno (spanisch für Frühstück), comida (spanisch für Mittagessen) und cena (spanisch für Abendessen) unterteilt und schildert einen kompletten fiktiven Tag.
Der Straßenmusiker Edu trifft wider Erwarten auf seinen ewigen Schwarm Sol, die ihn, trotz Kind und Ehemann (Teo), zum zweisamen Essen zu sich nach Haus einlädt. Der Mazedonier Spasek hat sich, durch den Verlust seiner jahrelangen Freundin aus seiner Heimat vertrieben, nach Santiago de Compostela verirrt. Vladimir Torres bereitet über den ganzen Film verteilt Frühstück, Mittag und Abendessen zu, in der Hoffnung auf das Erscheinen einer gewissen Laura. Zwei Freunde (Fran und Tuto) erleben den Tag nach einer langen durchzechten Nacht und treffen zum Frühstück bei ihm zu Hause auf Vladimir. Dazu stößt später noch Vladimirs Cousin Lucas, der die Nacht mit Nuria verbracht hat. Er macht sich Hoffnungen mit ihr, doch Nuria ist eigentlich mit dem älteren Víctor liiert, der ihr aber nicht das gibt, was sie im Herzen begehrt. Der Geschäftsmann Juan lernt morgens in einer Bar bei Kaffee und Croissant die Kellnerin Ana kennen, die er kurzerhand zum Essen bei seinem Bruder Víctor mitnimmt. Dieser und sein als Mitbewohner ausgegebener – aber tatsächlicher Lebensgefährte – Sergio empfangen diese zum Abendessen, wobei es zu Streitigkeiten zwischen den Brüdern kommt. Auch das Geschwisterpaar Rosana und Mar streiten sich, da Rosana davon träumt in einer Kapelle zu singen und deswegen vielleicht das gemeinsam geführte Restaurant verlassen wird. Auch zwischen den Leitern der Kapelle, José und seinem Sohn (NAME) bestehen Unstimmigkeiten; sie sind uneins über die musikalische Ausrichtung des Ensembles. Die beiden erleben später zusammen mit Rosana eine schöne und danach eine sehr unschöne Überraschung. Vom Weltgeschehen unbeeindruckt nimmt ein älteres schweigsames Paar in aller Ruhe alle drei Mahlzeiten zu sich.

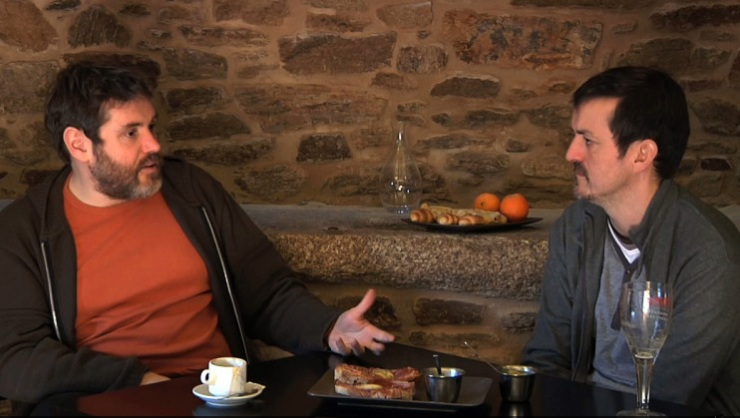
Der Regisseur Jorge Coira (links) im Interview (2012).

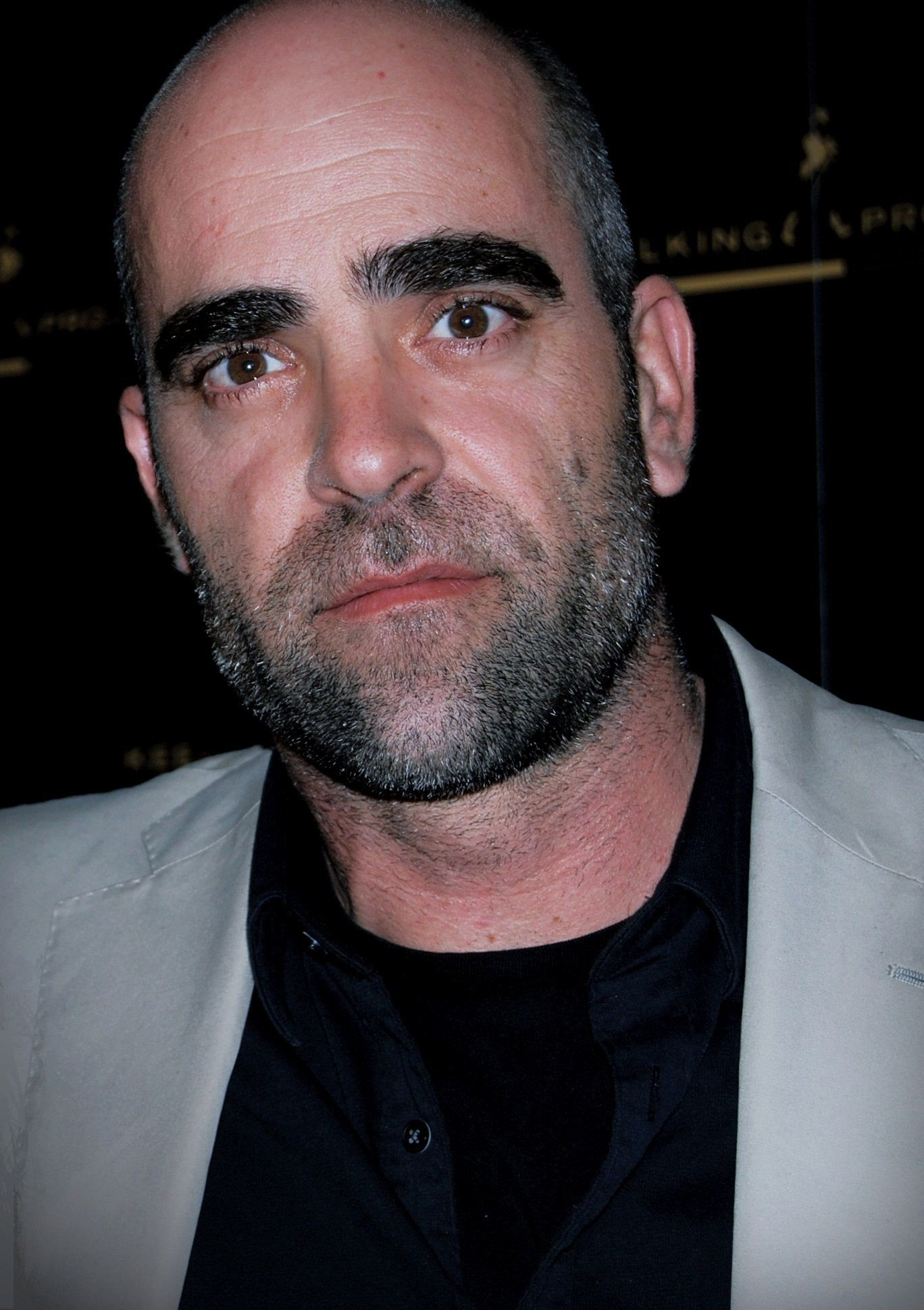
Der Schauspieler Luis Tosar (2012), der die Rolle des Edu übernahm.

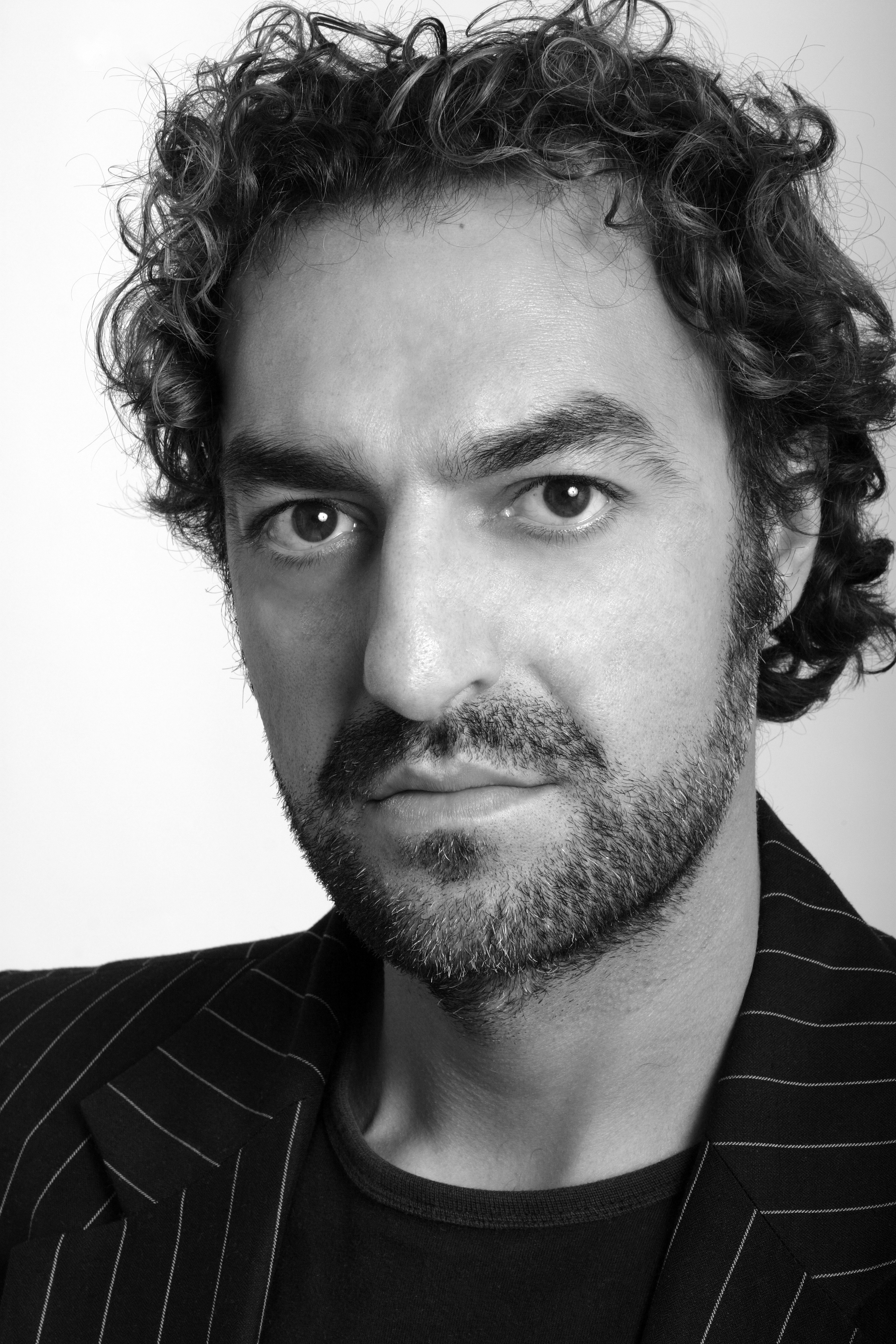
Der Schauspieler Juan Carlos Vellido (2007), der die Rolle des Juan übernahm.

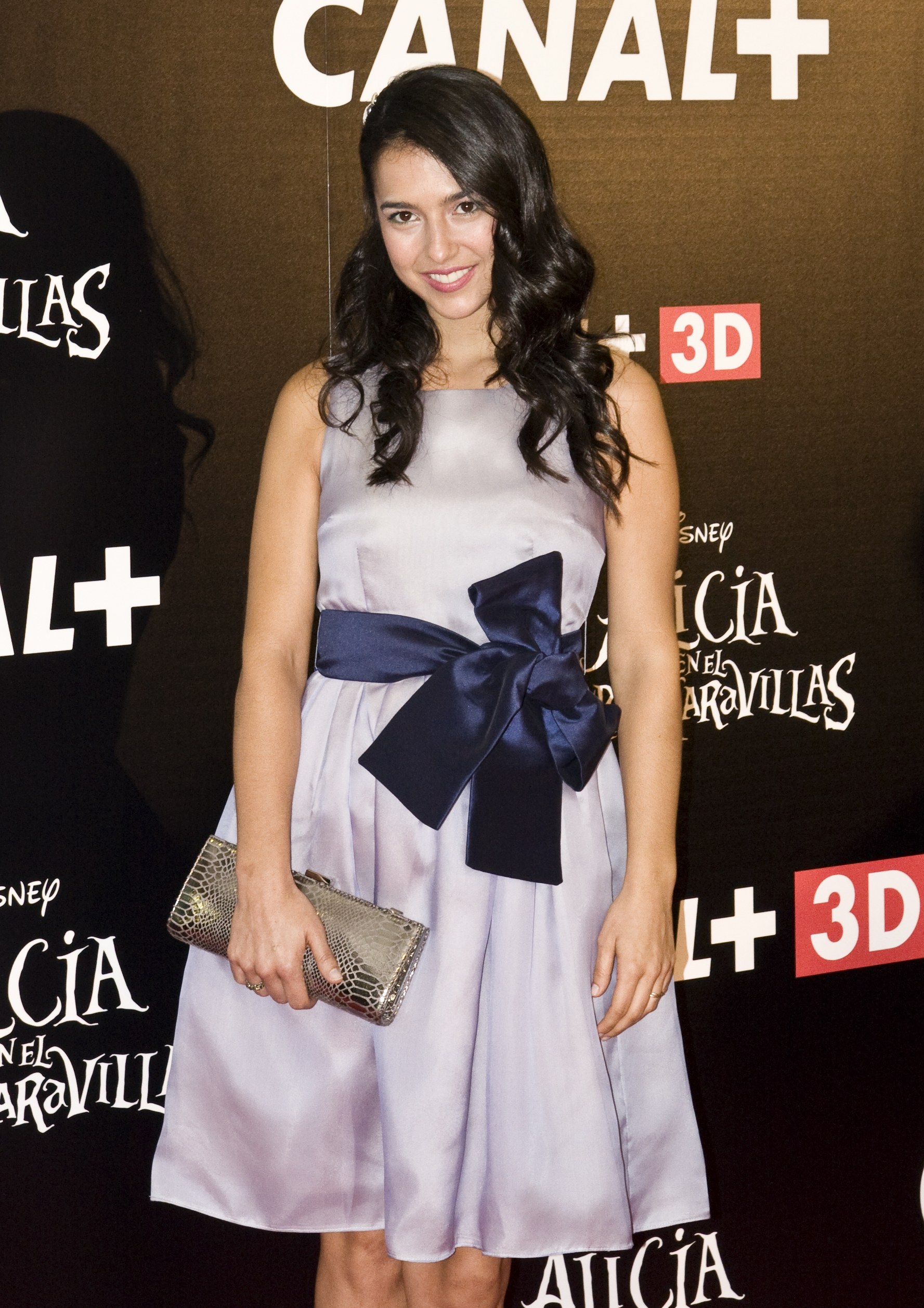
Die Schauspielerin Cristina Brondo (2010), die die Rolle der Nuria übernahm.

## Produktion
Die Produktion des Filmes wurde durch die Produktionsfirmen Tic Tac Producciones, ZircoZine und Lagarto Cine besorgt. Federführende Produzenten waren dabei Hugo Castro, Fernanda del Nido, Luis Tosar und José Nolla. Der Film wurde mit einem Budget von 267.861 € produziert. Der Film erlangt durch die Eigenart des Drehbuchs bzw. des Schauspiels eine Wahr- und Glaubhaftigkeit. Dies liegt daran, dass den Schauspielern keine Dialoge und Verhaltensanweisungen vorgegeben wurden. Stattdessen entwickelten die Schauspieler und der Regisseur Ziele und Eigenschaften ihrer Charaktere, wussten welche Konflikte ihren Figuren bevorstanden und wann sie auf andere Figuren treffen würden. Der Rest wurde frei improvisiert. Es ging so weit, dass der Regisseur Jorge Coira während des Drehs Anweisungen per SMS an die Schauspieler gab. Insgesamt wurde an neun Drehtagen mit vier Kameras simultan 90 Stunden Rohfilmmaterial gedreht. Ab Schnittbeginn bis zur Fertigstellung des Filmes benötigte der Regisseur acht Monate.

## Kritik
Auf Film Affinity España haben 5212 Personen (Stand 27. Dezember 2024) über die Qualität des Films abgestimmt. Er erreicht auf einer Zehnerskala 6,3 Punkte. Auf imdb.com erhielt der Film eine gewichtete Wertung von 6,4 von 10 Punkten bei 549 abgegebenen Stimmen (Stand 27. Dezember 2024).
Fachzeitschriften und Zeitungen wie El País, The Hollywood Reporter und El Financiero bewerteten den Film positiv.

## Auszeichnungen
Taormina International Film Festival (Italien) 2010
- Best Director Award für Jorge Coira

OUFF Ourense International Film Festival (Spanien) 2010
- Audience Award
- Special Jury Award

Festival CineEsCena / La Laguna International Film Festival (Spanien) 2011
- Best Picture Award
- Audience Award

Biennale du cinéma espagnol Annecy (Frankreich) 2012
- Publikumspreis

Douro Film Harvest (Portugal) 2013
- Best Picture Award (Food Films)

Mestre Mateo Awards (Academia do Audiovisual Galego) (Galicien) 2010
- Mestre Mateo Award in der Kategorie Bester Film für Jorge Coira
- Mestre Mateo Award in der Kategorie Beste Regie für Jorge Coira
- Mestre Mateo Award in der Kategorie Bester Schnitt für Jorge Coira
- Mestre Mateo Award in der Kategorie Bestes Drehbuch für Jorge Coira, Araceli Gonda & Diego Ameixeiras
- Mestre Mateo Award in der Kategorie Beste Originalmusik für Piti Sanz & Iván Laxe
- Mestre Mateo Award in der Kategorie Beste Produktionsleitung für María Liaño
- Mestre Mateo Award in der Kategorie Bester Ton für Carlos Mouriño, Diego S. Staub & Carlos García

## Vorführungen auf Festivals
Der Film wurde auf mehr als 30 Festivals in u. a. Frankreich, Mexiko, Kolumbien, Italien, Finnland, Portugal, Russland, Vereinigte Staaten von Amerika, Serbien, Mazedonien, England, Irland, Australien und Neuseeland vorgeführt.
Unvollständige Liste:
- Taormina International Film Festival
- Guadalajara International Film Festival
- Cartagena International Film Festival
- La Laguna International Gastronomic Film Festival
- Skopje Film Festival
- Fest Belgrade
- London Spanish Film Festival
- Chicago Latino Film Festival
- Ourense International Film Festival
- Festroia
- Dífferent 4! Paris
- Films by the Sea
- Lima International Film Festival
- Hawaii International Film Festival
- Cinespaña
- Cork International Film Festival
- Biennale du cinéma espagnol Annecy
- Semaine du cinéma hispanique de Clermont-Ferrand
- Festival Du Douarnenez
- Helsinki International Film Festival